# Partija rada
Partija rada (PR) ime je za političku stranku kranje ljevice (marksistička-lenjinistička-maoistička),[nedostaje izvor] koja je osnovana 28. ožujka 1992. u Srbiji. Osnivač stranke je Vladimir Dapčević, a stranka se smatra nasljednicama KPJ-a. U svom osnivačkom programu, PR-ov osnovni cilj bio je slamanje nacionalizma, uspostavljanje mira između državama koje su prije sačinjavale Jugoslaviju te borba protiv imperijalizma.[nedostaje izvor]
Partija rada je brisana iz registra političkih organizacija po rješenju Ministarstva za državnu upravu i lokalnu samoupravu Republike Srbije od 19. travnja 2010.

## Vanjske poveznice
- Službene stranice Partije rada (srp.) (engl.)